# Ардал
Ардал (др.-греч. Ἄρδαλος «нечистый», «грязный», «скверный») — в древнегреческой мифологии сын Гефеста, изобретатель флейты, построивший в Трезене святилище Муз. В Трезене Муз называли Ардалидами.
Гефест, бог огня, самый искусный кузнец, покровитель кузнечного ремесла, изобретений, строитель всех зданий на Олимпе, изготовитель молний Зевса и муж богини красоты Афродиты после её измены с Аресом развёлся с ней и взял в супруги младшую хариту Аглаю, от которой у него родилось четыре дочери Евклея, Евтения, Евфема, Филофросина и сын Ардал.
Благодаря влиянию божественного родителя Ардал стал искусным скульптором, построил в Трезене храм Муз, где царь Питфей учил искусству красноречия, а неподалёку от храма — жертвенник Музам и богу сна Гипносу.

## Комментарии
1. ↑  По одним сведениям, хариты — прислужницы Афродиты[5], в частности, Аглая — вестница Афродиты[6]. По другим сведениям, хариты — дочери Афродиты и Диониса[7].
2. ↑  Так как Гипнос (сон) является богом, наиболее расположенным к музам.